# Ievgueni Kasperski
Ievgueni Valentínovitx Kasperski - Евгений Валентинович Касперский (rus) -, més conegut amb el nom anglicitzat d'Eugene Kaspersky (nascut el 4 d'octubre de 1965 a Novorossisk, URSS), és un especialista en el camp de la seguretat de la informació. És cofundador de l'empresa Kaspersky Lab.

## Vida personal
Kaspersky viu a Moscou, Rússia, amb la seva dona i els seus cinc fills. Ell i la seva primera dona es van divorciar el 1998. El 21 d'abril de 2011, el seu fill, Ivan, llavors de 20 anys, va ser segrestat per un rescat de 4,4 milions de dòlars. Kaspersky va treballar amb un amic de l'FSB i la policia russa per rastrejar la trucada telefònica del rescatador. Van muntar un parany per als rescatadors, on van rescatar el seu fill i van detenir molts dels segrestadors. L'incident va influir en la sensació de seguretat personal de Kaspersky. Ara viatja amb un guardaespatlles i un detall de seguretat.
Kaspersky és una de les persones més riques de Rússia. El seu patrimoni net és d'uns mil milions de dòlars. Segons Wired ha "conreat la imatge d'un home salvatge amb diners en efectiu per cremar". Té interès per les carreres i condueix els seus cotxes esportius per pistes de curses com a hobby. Patrocina diversos "projectes peculiars o científics" com l'equip de curses de Fórmula 1 Ferrari o excavacions arqueològiques a Akrotiri (Santorí). Kaspersky és propietari d'un BMW M3. Kaspersky es descriu a si mateix com un "addicte a l'adrenalina". Ha fet senderisme pels volcans de Rússia i s'ha reservat un viatge a l'espai a la Virgin Galactic. Viatja sovint i escriu sobre les seves experiències al seu bloc personal. També li agrada la fotografia com a afició.
Kaspersky és conegut per evitar la roba formal, normalment vestint-se amb texans i camisa. Dona suport a projectes i concursos universitaris en l'àmbit de la seguretat informàtica.

## Educació
Kaspersky va començar a interessar-se per les matemàtiques des d'una edat molt primerenca. Quan encara era a l'escola, solia assistir a cursos especials sobre física i matemàtiques avançades que organitzava l'Institut de Física i Tecnologia de Moscou. Després de guanyar una competència de matemàtica, Eugene Kaspersky va ser elegit per entrar en una escola tècnica especial el Centre Educatiu i Científic de Kolmogorov de la Universitat Estatal de Moscou on va continuar amb la seva formació en física i matemàtiques avançades.

## Kaspersky Lab

### Orígens
L'interès de Kaspersky per la seguretat informàtica va començar el 1989, quan el seu ordinador personal va ser infectat pel virus Cascade mentre treballava per al Ministeri de Defensa. Va estudiar com funcionava el virus i va desenvolupar un programa per eliminar-lo. Després va trobar contínuament nous virus i va desenvolupar programari per eliminar-los, com a hobby. Al principi, el programari antivirus de Kaspersky tenia només 40 definicions de virus i es distribuïa principalment als amics.
El 1991, a Kaspersky se li va concedir un alliberament anticipat del seu servei militar i va deixar el ministeri de defensa per ocupar una feina al Centre de Tecnologia de la Informació d'una empresa privada KAMI, per tal de treballar en el seu producte antivirus a temps complet. Allà, ell i els seus col·legues van millorar el programari i el van llançar com a producte anomenat AntiViral Toolkit Pro el 1992. Al principi, el programari era comprat per uns deu clients al mes. Guanyava uns 100 dòlars al mes, principalment d'empreses d'Ucraïna i Rússia. La llavors futura esposa de Kaspersky, Natalya Kaspersky, es va convertir en la seva companya de feina a KAMI.

### Descobriments d'amenaces
Com a cap d'investigació, Kaspersky va escriure articles sobre virus i va assistir a conferències per promocionar el programari. Sovint va ser citat a la premsa tecnològica com a expert en antivirus. Va ajudar a establir l'equip global d'investigació i anàlisi d'experts (GReAT) de l'empresa, que ajuda les corporacions i els governs a investigar les amenaces de seguretat informàtica. Inicialment va dir al seu equip que no discutís públicament el ciberterrorisme, per evitar donar idees als governs sobre com sabotejar els seus oponents polítics. Després de l'estrena de la pel·lícula nord-americana Live Free or Die Hard (AKA Die Hard 4.0) (2007), Kaspersky va dir que la idea ja era pública. Va contractar l'investigador que va identificar el cuc Stuxnet, que es creu que és la primera instància d'una ciberarma patrocinada per l'estat. Després, la companyia va exposar el virus Flame a petició de la Unió Internacional de Telecomunicacions. Es creia que el virus s'havia utilitzat per al ciberespionatge als països de l'Orient Mitjà.

### CEO
Kaspersky es va convertir en CEO de Kaspersky Lab l'any 2007. Segons un article de 2008 a USA Today, viatjava a 20 o 30 països per any promocionant els productes de Kaspersky Lab. A principis de 2009, CRN va dir que la seva personalitat va contribuir al creixement de l'empresa des d'una "relativa foscor fins que ara picant els talons dels seus rivals més grans i més coneguts". En aquell moment, Kaspersky Lab era la quarta empresa de seguretat de punt final més gran. Va introduir nous productes per al mercat empresarial i va ampliar els seus programes de canal.

## Visualitzacions
Kaspersky és influent entre els polítics i experts en seguretat. Ha advertit sobre la possibilitat d'una guerra cibernètica dirigida a la infraestructura crítica. Parla en conferències en defensa d'un tractat internacional de guerra cibernètica, que prohibiria els ciberatacs patrocinats pel govern.

## Suposada falsificació antivirus
L'agost de 2015, dos antics empleats de Kaspersky van al·legar que l'empresa va introduir fitxers modificats a la base de dades antivirus de la comunitat VirusTotal per enganyar els programes dels seus rivals perquè desencadenessin falsos positius. El resultat dels falsos positius va ser que els fitxers importants no infectats es desactivarien o es suprimirien. Les denúncies també afirmaven que el mateix Kaspersky havia ordenat algunes de les accions, dirigides específicament als competidors, incloses les empreses xineses que considerava que copiaven el seu programari. Els correus electrònics datats l'any 2009, dos anys després que Kaspersky es convertís en director general, es van filtrar suposadament a Reuters, un dels quals suposadament tenia Kaspersky amenaçant d'anar darrere dels seus competidors "fregant-los a les dependències", utilitzant una frase popularitzada per Vladímir Putin. L'empresa va negar les acusacions.